# Führungsforschung
Die Führungsforschung ist eines der Forschungsgebiete der Betriebswirtschaftslehre bzw. der Organisationspsychologie und gleichzeitig ein interdisziplinäres Forschungsfeld. Die Führungsforschung unterscheidet historisch gewachsene Personalführungsansätze, die entweder die Eigenschaften der Führungskraft, ihr Verhalten, die Situation, die Beziehungen der Führungskraft oder das System Führung als Forschungsgegenstand untersuchen.

## Eigenschaftsorientierte Personalführungsansätze
Die eigenschaftsorientierten Führungstheorien sind die wohl ältesten Alltagstheorien, die davon ausgehen, dass relativ stabile Merkmale der Persönlichkeit den Erfolg einer Führungskraft bestimmen. Um diese Faktoren zu identifizieren, suchten die Wissenschaftler nach überdauernden Persönlichkeitsmerkmalen von erfolgreichen Führungskräften, mit denen sich Führungserfolg vorhersagen lässt (z. B. Stogdill). Diese Theorien stellen in der Regel drei Arten von Fragen:
1. Welche Persönlichkeitsstrukturen finden sich bei Führungskräften?
2. Was unterscheidet Führungskräfte von Geführten?
3. Wie unterscheiden sich „gute“ von „schlechten“ Führungskräften?

Empirische Studien zeigten, dass zwar viele Persönlichkeitseigenschaften mit dem Führungserfolg korrelieren, die Varianzaufklärung ist jedoch gering und die Streuung zwischen den Studien sehr hoch. Metaanalysen zeigen einen moderaten Zusammenhang zwischen Führungserfolg und Intelligenz.
In jüngster Zeit wurde der Begriff des Charisma als Persönlichkeitsmerkmal einer Führungskraft neu belebt. Im Gegensatz zur von Max Weber betriebenen Charisma-Forschung definieren die neueren Theorien Charisma jedoch nicht als Persönlichkeitseigenschaft, sondern als Konstrukt, das sich in bestimmten Situationen in einem bestimmten Verhalten der Führenden ausdrückt und die Motivation der Geführten steigert (House).

## Verhaltensorientierte Personalführungsansätze
In den fünfziger Jahren verlagerte sich die Führungsforschung auf die Analyse der Führungsstile und des Führungsverhaltens. Die verhaltensorientierte Führungsforschung unterscheidet eine Fülle unterschiedlicher Führungsstile. Es können folgende Ansätze unterschieden werden:
- Nach den Führungsstil-Experimenten Kurt Lewins von 1939 fördert ein demokratischer Führungsstil die Arbeitszufriedenheit und die positive Einstellung zur Arbeit, während der autoritäre Stil des Vorgesetzten beides reduziert. Beim Laissez-faire-Führungsstil spielt der Führende nur eine untergeordnete Rolle, weil der die Mitarbeiter bei ihrer Arbeit gewähren lässt, was bei leistungsschwachen Kräften nicht leistungsfördernd wirkt.
- Forscher der Ohio State University stellten bei ihren wissenschaftlichen Untersuchungen fest, dass Mitarbeiter das Verhalten ihrer Vorgesetzten in zwei Dimensionen beschreiben, nämlich der Personenorientierung und der Aufgabenorientierung.
- Die University of Michigan veröffentlichte zeitgleich eine Studie mit vergleichbarem Ergebnis, stellte zunächst beide Dimensionen als gegensätzlich dar, schloss sich jedoch später der Ohio-Annahme an,[7] dass Mitarbeiterorientierung und Aufgabenorientierung parallel in unterschiedlicher Ausprägung existieren.
- Blake & Mouton entwickelten anhand der von den Universitäten in Ohio bzw. Michigan vorgestellten Führungsstile ein Verhaltensgitter, das "Leadership Grid" auf einen Führungsstil abzielt, der auf hohe Leistung und hohe Zufriedenheit des Mitarbeiters ausgerichtet ist.[8]
- Bei der Führungstheorie von William James Reddin kommt zur Aufgaben- und Beziehungsorientierung als dritte Dimension die Effektivität des Führungsstils hinzu. Durch die Kombination der Ausprägungen werden vier Führungsgrundstile gebildet und mit der Effektivität des Führungsstils in Verbindung gebracht.[9]

## Situationsorientierte Personalführungsansätze
Nachdem weder eigenschafts- noch verhaltensorientierte Ansätze Führungserfolg oder -misserfolg erschöpfend erklären konnten, suchten die Forscher in den sechziger Jahren vor allem nach Situationsvariablen, die das Führungsergebnis beeinflussen. Es wird hier die Auffassung vertreten, dass die Wirkung eines bestimmten Führungsstils im Hinblick auf den Führungserfolg insbesondere von der Führungssituation abhängig ist
- Die Kontingenztheorie von Fred Edward Fiedler bringt den Führungsstil in Abhängigkeit von der jeweiligen Situation. Wenn z. B. die Führer-Geführten-Beziehung gut, die zu lösende Aufgabe strukturiert und die Positionsmacht des Führenden stark ist, dann bietet sich der aufgabenorientierte Stil an. Gleiches gilt bei sehr negativen Situationen. Im Falle einer mittleren Situation wird der personenorientierte Stil als sinnvoll erachtet.[10]
- Vroom und Yetton bieten mit dem normativen Entscheidungsmodell eine Grundlage für die Frage, wann und in welchem Umfang Führungskräfte ihre Mitarbeiter in Entscheidungsprozesse einbinden sollten. Anhand eines Entscheidungsbaums können Alternativen bestimmt und entsprechende Entscheidungen gefällt werden.[11]
- Die situative Führungstheorie nach Hersey und Blanchard (1969) empfiehlt unterschiedliche Führungsstile in Abhängigkeit vom Reifegrad der Geführten.[12][13] Die Ergebnisse werden aus einer sog. Glockenkurve abgeleitet.[14]
- Nach der Weg-Ziel-Theorie der Führung von Evans (1970) beeinflussen Führungskräfte die Motivation der Geführten, indem sie es ihnen unter Einsatz entsprechender Führungsinstrumente einfacher oder attraktiver machen, ein bestimmtes Ziel zu erreichen.

## Beziehungsorientierte Personalführungsansätze
Die beziehungsorientierten Ansätze stellen Beziehungen der Führungsperson zu anderen Elementen der Führung in den Vordergrund der Betrachtung, z. B. Beziehungen zum Mitarbeiter, zur Gruppe, zur Situation bzw. zur Organisation. So stellen z. B. die Interaktionstheorien ihre Untersuchungen auf die am Führungsprozess beteiligten Elemente ab, beispielsweise Führungskraft, Mitarbeiter, Gruppe und Situation, die sich gegenseitig beeinflussen. Die Führungsforschung unterscheidet:
- Die Theorie der „Führungs-Dyaden“ von Graen (1995) sieht das Verhalten einer Führungskraft immer als Interaktionsprozess und damit in Abhängigkeit von der jeweiligen Führer-Geführten-Beziehung.[16]
- Servant Leadership von Greenleaf beschreibt eine Form von mitarbeiterorientierter Führung, bei der die Bedürfnisse der Mitarbeiter Vorrang gegenüber Zielen der Organisation haben[17].
- Die Theorie der Ethischen Führung nimmt ethische Standards als Grundlage für erfolgreiche Führung an.
- Das Full Range of Leadership (FRL Modell) von Bruce Avolio und Bass integriert die Konzepte der transformationalen Führung, der transaktionalen Führung und der laissez-faire-Führung in ein Modell von häufigen Führungsstrategien und ihrer jeweiligen Effektivität.

## Systemorientierte Personalführungsansätze
Systemorientierte Personalführungsansätze basieren auf den Erkenntnissen der Kybernetik bzw. der Systemtheorie. Diese systematischen Ansätze können insofern hilfreich sein, als die Entwicklung der Theorien zur Personalführung zurzeit an einem kritischen Punkt steht. Eine "kognitive Wende" in der Diskussion von Führungstheorien wurde oft gefordert und ist längst überfällig. Als systemorientierte Ansätze sind zu unterscheiden:
- Beim personalen Systemansatz beeinflusst eine Führungskraft als Regler – unter Einsatz von Führungsinstrumenten als Stellgrößen (z. B. Führungsstile, Führungstechniken, Führungsmittel) und bei Beachtung der jeweiligen Führungssituation (z. B. für den Mitarbeiter günstig oder ungünstig) bzw. der Führungsziele (als Führungsgröße) den Geführten (Regelstrecke) so, dass gemeinsam zu erreichende Erfolg (als Regelgröße) eintreten kann.[19] Verzeichnet die Führungskraft bei einem Vergleich von vorgegebenem Führungsziel und erreichtem Erfolg eine Diskrepanz, dann besteht nach Neuberger die Aufgabe des Führenden darin, so auf das Verhalten des Mitarbeiters einzuwirken, dass diese Diskrepanz beseitigt wird.[20]

- Der systemische Führungsansatz bzw. die systemische Führung untersucht nicht nur die Interaktionen zwischen Führungskraft und Mitarbeiter, sondern bezieht auch die Interaktionen zwischen den Mitarbeitern, Kollegen bzw. Kunden oder auch zu Lieferanten ein, um ein besseres Verständnis der vielen Dimensionen der Führung zu ermöglichen. Nach Pinnow ist die Führungsperson nur eine von vielen Kontaktfaktoren, die auf den Geführten einwirken.[21] Bei sozialen Systemen handelt es sich um Netzwerke von Handlungen, Wirkungen und Folgewirkungen mit vielfältigen Rückkopplungsschleifen.[22] Systemische Führungskräfte setzen aufgrund ihrer Persönlichkeit Entwicklungsprozesse in Gang und verbessern Strukturen und Beziehungen in Organisationen.

## Psychologische Literatur
- M. Stippler, S. Moore, S. Rosenthal, T. Dörffer: Führung – Überblick über Ansätze, Entwicklungen, Trends. (= Leadership Series). Bertelsmann, 2011, ISBN 978-3-86793-322-3.
- R. C. Liden, J. Antonakis: Considering context in psychological leadership research. In: Human relations. Band 62, Heft 11, Nov 2009, S. 1587–1605.
- J. K. Barge, G. T. Fairhurst: Living Leadership: A systemic constructionist approach. In: Leadership. Band 4, Nr. 3, Aug 2008, S. 227–251.
- Heinz Schuler: Lehrbuch der Personalpsychologie. 2. Auflage. Hogrefe, Göttingen u. a. 2006.
- F. P. Morgeson, D. S. DeRue, E. P. Karam: Leadership in Teams: A Functional Approach to Understanding Leadership. In: Journal of Management. Vol. 36, 1, Jan 2010, S. 5–39.
- Peus u. a.: What is the value? Economic Effects of ethically oriented leadership. In: Zeitschrift für Psychologie. Vol. 218, Nr. 4, 2010, S. 198–212.
- A. B. Weinert: Organisations- und Personalpsychologie. 5. Auflage. Beltz, Weinheim/Basel 2004, ISBN 3-621-27490-1.

## Betriebswirtschaftliche Literatur
- J. Berthel, F. G. Becker: Personal-Management. Stuttgart 2007.
- H. J. Drumm: Personalwirtschaft. 6. Auflage. Berlin/Heidelberg 2008.
- O. Neuberger: Führen und führen lassen. 6. Auflage. Stuttgart 2002.
- D. F. Pinnow: Führen – Worauf es wirklich ankommt. 6. Auflage. Wiesbaden 2012.
- W. H. Staehle: Management. 8. Auflage. München 1999.
- T. Tisdale: Führungstheorien. In: E. Gaugler, W. A. Oechsler, W. Weber (Hrsg.): Handwörterbuch des Personalwesens. 3. Auflage. Stuttgart 2004, Sp. 824–836.
- J. Weibler: Personalführung. 3. Auflage. München 2016.
- R. Wunderer: Führung und Zusammenarbeit. 5. Auflage. München/Neuwied 2003.
- R. Wunderer: Führungstheorien. In: W. Wittmann, W. Kern, R. Köhler, H. U. Küpper, K. v. Wysocki (Hrsg.): Handwörterbuch der Betriebswirtschaft. 5. Auflage. Stuttgart 1993, Sp. 1323 ff.
- Gary Yukl: Leadership in Organizations. 8. Auflage. Pearson, 2013, S. 336–338.